# Squibbs
Squibbs, de son vrai nom Marcel-William Suès, né le 3 octobre 1899 à Genève et mort le 23 juillet 1989 dans la même ville, est un reporter, journaliste sportif et un chroniqueur des institutions internationales.

## Biographie
Après avoir passé une licence en droit, il est inscrit au barreau de Genève de 1926 à 1941 où il devient chroniqueur diplomatique à la Société des Nations jusqu'en 1941.
Outre sa tâche de professeur aux écoles supérieures de commerce de Neuchâtel et de Genève, il collabore à la plupart des journaux de Suisse romande et fonde l'hebdomadaire politique de droite "Curieux", dont il sera le premier rédacteur en chef.
Pionnier du reportage radiophonique en Suisse à la Radio suisse romande, notamment avec son l'émission L'opinion de l'homme de la rue, il réalise, le 5 octobre 1926, le premier reportage en direct d'un match du championnat de Suisse de football.
Il est enseveli au Cimetière des Rois à Genève.

## Œuvres
- Le Monde En Mouvement, Berne : Éditions Hallwag, 1942 (6 volumes)